# Toimi Alatalo
Toimi Johannes Alatalo (Savitaipale, 4 april 1929 - Savitaipale, 28 april 2014) was een Fins langlaufer. 

## Carrière
Alatalo nam internationaal alleen deel aan de Olympische Winterspelen 1960 en won daar met de Finse ploeg de gouden medaille op de estafette, individueel was hij als zevende geëindigde op de 30 kilometer en 23ste op de 15 kilometer.

## Belangrijkste resultaten

### Olympische Winterspelen
| Editie | Plaats       | Resultaten                       |
| ------ | ------------ | -------------------------------- |
| 1960   | Squaw Valley | estafette · 23e 15 km · 7e 30 km |

### Wereldkampioenschappen langlaufen
| Jaar | Plaats       | Resultaten                       |
| ---- | ------------ | -------------------------------- |
| 1960 | Squaw Valley | estafette · 23e 15 km · 7e 30 km |